# Dang Thai Son
Đặng Thái Sơn (Hanoi, 2 luglio 1958) è un pianista vietnamita; è nato da Dang Dinh Hung, un poeta, e da Thai Thi Liên, una professoressa dell'Accademia Nazionale di Musica del Vietnam, con la quale ha cominciato lo studio del pianoforte.

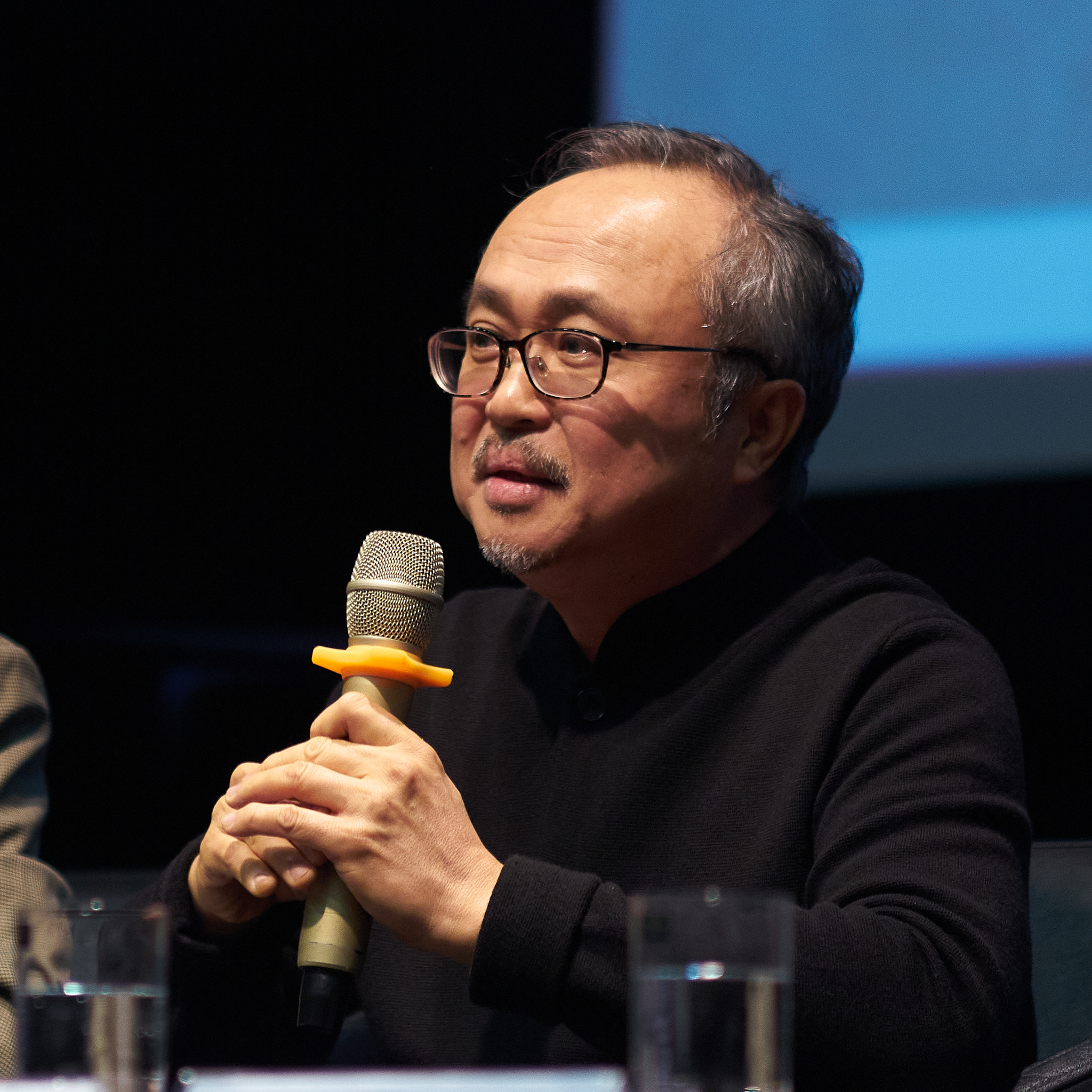

Il giovane fu scoperto da Isaac Katz, un pianista russo in visita nel Vietnam nel 1974, che lo aiutò a proseguire la sua preparazione al Conservatorio di Mosca prima con Vladimir Natanson - un allievo di Samuil Feinberg - e quindi con Dmitri Bashkirov.
È conosciuto soprattutto per essere il primo pianista asiatico a vincere il prestigioso Concorso pianistico internazionale Frédéric Chopin, nel 1980. È stato anche il primo fra i vincitori del concorso, dalla sua creazione nel 1927, a vedersi attribuiti tutti e tre i premi speciali per le migliori interpretazioni delle mazurche, delle polacche e dei concerti, più altri premi per un totale di undici su quindici disponibili.
La sua iscrizione al concorso rischiò di essere rifiutata in quanto il suo curriculum consisteva in un solo foglietto su cui si leggeva semplicemente «Pianista vietnamita, studente del terzo anno al Conservatorio di Mosca». La giuria della prima selezione era perplessa, ma si disse: «se è a Mosca, deve comunque essere a un buon livello, e poi si potrà aggiungere un nuovo Paese alla lista dei partecipanti».
Quell'edizione del concorso è ricordata anche per il clamoroso abbandono della giuria da parte di Marta Argerich a causa dell'eliminazione al primo turno di Ivo Pogorelich. Lo «scandalo» fu però sostanzialmente una montatura dei mass-media, dato che in realtà la Argerich fu obbligata a lasciare la giuria per onorare l'impegno di un concerto in Inghilterra.
Da allora Dang ha intrapreso una carriera come concertista, ed è uno degli interpreti di Fryderyk Chopin.